# جمشید امینی
جمشید امینی (۱۲۸۲–۱۳۷۷) یکی از بزرگترین طراحان فرش نوین ایران بود وی آخرین بازمانده از شاگردان کمال‌الملک و مکتب وی بود.
جمشید امینی در سال ۱۲۸۲ خورشیدی در روستای فشند از توابع ساوجبلاغ به دنیا آمد و روز سه شنبه ۲۲ دی ۱۳۷۷ در سن ۹۵ سالگی درگذشت و در زادگاهش فشند به خاک سپرده شد.
او از آغاز کودکی به نقش و رنگ علاقه داشت و در پنج سالگی به اتفاق خانواده به تهران آمد و در این شهر با بافندگی قالی آشنا شد. او در سال ۱۲۹۸ به مدرسه صنایع مستظرفه راه یافت و استعداد وی مورد توجه کمال‌الملک قرار گرفت و در آن مدرسه دار قالی برپا کرد.